# Książnica
Książnica is een plaats in het Poolse district  Dzierżoniowski, woiwodschap Neder-Silezië. De plaats maakt deel uit van de gemeente Dzierżoniów en telt 450 inwoners.